# Poiana Maggiore
Poiana Maggiore (velenceiül Pojana Majore) település Olaszországban, Veneto régióban, Vicenza megyében. Lakosainak száma 4212 fő (2023. január 1.). Poiana Maggiore Cologna Veneta, Montagnana, Orgiano, Roveredo di Gua, Sossano, Asigliano Veneto, Noventa Vicentina és Borgo Veneto községekkel határos.

## Népesség
A település népességének változása:
| Lakosok száma | 4332 | 4348 | 4212 |
|               | 2017 | 2018 | 2023 |